# Koszmosz–133
A Koszmosz–133 (oroszul: Космос–133) a szovjet Szojuz 7K–OK típusú űrhajó első, személyzet nélküli repülése volt.

## Küldetés
Az emberes űrprogram keretében, a Szojuz-program részeként a Szojuz űrhajó első ember nélküli próbarepülése volt (próbabábuval). A teljes programot nem tudták végrehajtani (automatikus kapcsolódás egy másik űreszközzel), mert a társ űrjármű hordozórakétája indítás közben megsemmisült. A kísérlet során működtették a tájolási rendszert, manővereket hajtottak végre a segédfúvókák üzemeltetésével, viszont elmaradt az űreszköz megközelítése, csatlakozása. Befejező kísérleti feladata volt a leereszkedés, a leszállás manőverének végrehajtása.

## Jellemzői
1966. november 28-án a Bajkonuri űrrepülőtér indítóállomásról egy Szojuz hordozórakéta juttatta pályára. Az orbitális egység alacsony Föld körüli pályán teljesített szolgálatot. A 88,4 perces, 51.82 fokos hajlásszögű, elliptikus pálya elemei: perigeuma 223 kilométer, apogeuma 171 kilométer volt. Hasznos tömege 6450 kilogramm. Szabványosított, tudományos-kutató űreszköz automatikus és (űrhajóssal) kézi vezérléssel közelíthette meg a másik űrjárművet (dokkolás). Az űrhajó napelemek nélkül, kémiai akkumulátorokkal 14 napos program végrehajtására volt alkalmas.
November 30-án a 17. Föld körüli fordulat után, a tájolási rendszer meghibásodása miatt parancsot kapott a leszállásra. Mivel nem a kijelölt körzetbe, hanem kínai területen ért volna Földet, az űreszköz mentésének sikertelensége miatt a leszálló egységet távirányítással megsemmisítették.